# Leptotarsus styx
Leptotarsus styx är en tvåvingeart som först beskrevs av Alexander 1954.  Leptotarsus styx ingår i släktet Leptotarsus och familjen storharkrankar. Inga underarter finns listade i Catalogue of Life.